# Odette Spingarn
Odette Spingarn, née le 14 février 1925 au Vésinet (Seine-et-Oise) et morte le 6 mars 2020 dans le 17e arrondissement de Paris, est une assistante sociale juive française, survivante de la Shoah, témoin et auteur de l'ouvrage J'ai sauté du train.

## Biographie

### Enfance
Odette Spingarn, naît le 14 février 1925 au Vésinet dans le département de Seine-et-Oise. Elle est la fille d'Henry Spingarn, antiquaire, né le 19 août 1879 à Osijek, en Croatie, marié le 22 août 1912 dans le 1er arrondissement de Paris avec Germaine Créange, née le 5 mars 1889 dans le 1er arrondissement de Paris,. Ses parents se marient religieusement le 28 août 1912 à la synagogue Buffault, dans le 9e arrondissement de Paris. Elle a une sœur aînée, Alice, née le 8 avril 1915 et morte le 12 décembre 2018. Son père, Henry Spingarn, est naturalisé français en 1920.

### Paris
La famille Spingarn s'installe dans le 8e arrondissement de Paris, au 20, bis Rue La Boétie en 1927.
Henry Spingarn ouvre un magasin d'antiquités, sous le nom Ye olde Curiosity Shop (nom choisi d'après le titre d'un roman de Charles Dickens), situé au 350 rue Saint-Honoré. La clientèle internationale comprend des Américains. Les affaires sont prospères ce qui permet d'ouvrir trois succursales : à Nice, à Aix-les-Bains et à Deauville.
Avec le Krach de 1929, la situation change, il devient nécessaire de fermer les succursales, la clientèle américaine cessant de venir en Europe. Henry Spingarn maintient son affaire principale.
Odette Spingarn étudie au Cours Hattemer, un établissement d'enseignement privé laïc, mais pour des raisons de santé, elle suit des cours à domicile.
En 1936, Odette entre en 6e au cours La Bruyère.
Le 2 février 1936, sa sœur Alice Spingarn (1915-2018) se marie avec Gérard Lehmann (1900-2005), un ingénieur, diplômé de l'École centrale. Ils ont trois enfants, Roger Lehmann (né le 12 septembre 1937), Jean-Claude Lehmann (né le 24 août 1939) et Monique Lehmann (née le 3 novembre 1940).

### Brive-la-Gaillarde
La famille Spingarn se réfugie en Dordogne au printemps-été 1940. Ils s'installent à Brive-la-Gaillarde et y demeurent jusqu'au début 1943.
Jusqu'en septembre 1940, ils sont dans le manoir d'Eyrignac à Salignac-Eyvigues en Dordogne, puis reviennent à Brive. Monique Lehmann naît à Brive le 3 novembre 1940. La famille Lehmann va à Caluire-et-Cuire (Rhône).
Odette Spingarn devient membre des éclaireurs israélites de France (EIF). Elle commence sa classe de seconde au Lycée de filles de Brive-la-Gaillarde.

### Larche
Ne se sentant pas en sécurité à Brive, à cause des rafles, la famille Spingarn quitte Brive et s'installe, au début 1943, dans un village proche, à Larche en Corrèze.

### Arrestations
Le 31 mars 1944, la famille Spingarn est arrêtée par les soldats allemands de la division Brehmer à Larche en Corrèze.

### Fusillade du père
Henry Spingarn (65 ans), séparé de sa famille, est fusillé par les Allemands de la division Brehmer, le 1er avril 1944 à Saint-Pantaléon-de-Larche (Corrèze),.

### Déportations
Germaine Spingarn (55 ans) et Odette Spingarn (19 ans) ne reverront plus Henry Spingarn. Elles sont amenées à Périgueux. Elles passent trois jours dans les écuries d'une caserne réquisitionnée par les Allemands. Elles sont transférées à Paris le 5 avril 1944. Elles arrivent au camp de Drancy le 6 avril 1944. Elles sont déportées par le convoi no 71, en date du 13 avril 1944, de Drancy vers Auschwitz.
Malade de dysenterie, Germaine Spingarn meurt au revier (infirmerie) d'Auschwitz le 24 mai 1944.
En juin 1944, Odette Spingarn commence à travailler dans une annexe des entrepôts du Kanada.
En octobre 1944, elle est transférée vers Zschopau en Saxe pour travailler dans une usine Audi.
Le 14 avril 1945, entassée avec ses camarades de travail (800 femmes) dans un train qui les mène certainement vers la mort, elle saute du train avec treize camarades et se dirige vers Zschopau. Elle est cachée par un prisonnier français, André Marquand, dans leur hôtel réquisitionné. Elle y retrouve deux camarades qui avaient sauté du train, et sont cachées, Odette chez une Allemande et les deux autres dans une cabane en forêt. Cette Allemande s'appelle Elly (Élisabeth) Fullmann, et après la guerre, Odette Spingarn fait les démarches afin qu'elle obtienne la médaille des Justes, médaille qui lui est remise à Paris par l'ambassadeur d'Israël.

### Après la Guerre
Odette Spingarn retrouve sa sœur Alice mais pas sa mère qui a été déportée et assassinée à Auschwitz.
Elle obtient le diplôme d'assistante sociale et travaille à l'Œuvre de secours aux enfants (OSE).
Elle devient une témoin de la Shoah et fait le récit de son histoire à de nombreuses occasions notamment dans des écoles (par exemple à Brive-la-Gaillarde).
A la demande de l'entreprise Audi, elle accepte de donner un dernier témoignage sur ses conditions de travail forcé à Zschopau pendant la guerre, lors d'une interview au quotidien Süddeutsche Zeitung (article publié le 5 septembre 2019).

### Famille
Odette Spingarn épouse Jean Baranez, ils ont deux filles, Claudine et Danièle.
Claudine fera sa carrière d'assistance sociale d'abord à l'Œuvre de secours aux enfants (OSE), puis au Casip-Cojasor.
Danièle sera avocate aux États-Unis.

### Mort
Odette Spingarn meurt le 6 mars 2020 dans le 17e arrondissement de Paris à l'âge de 95 ans. Elle est inhumée au cimetière du Montparnasse le 25 mars 2020. Elle demande que sur sa tombe soit inscrit : « Déportée à Auschwitz Birkenau, matricule 78769 ».

## Publication
- Odette Spingarn. J'ai sauté du train. Éditions Le Manuscrit / Fondation pour la mémoire de la Shoah - 2011 [Traduction en anglais : My lip to freedom. Fragments. Translation from the French: Glenn Naumovitz. Éditions Le Manuscrit / Fondation pour la mémoire de la Shoah - 2013[11]
- Odette Spingarn. "C'est fini..." L'Unité (hebdomadaire), 2e Année No. 42-43, Novembre 1945, p. 18.